# Pere Ciroll

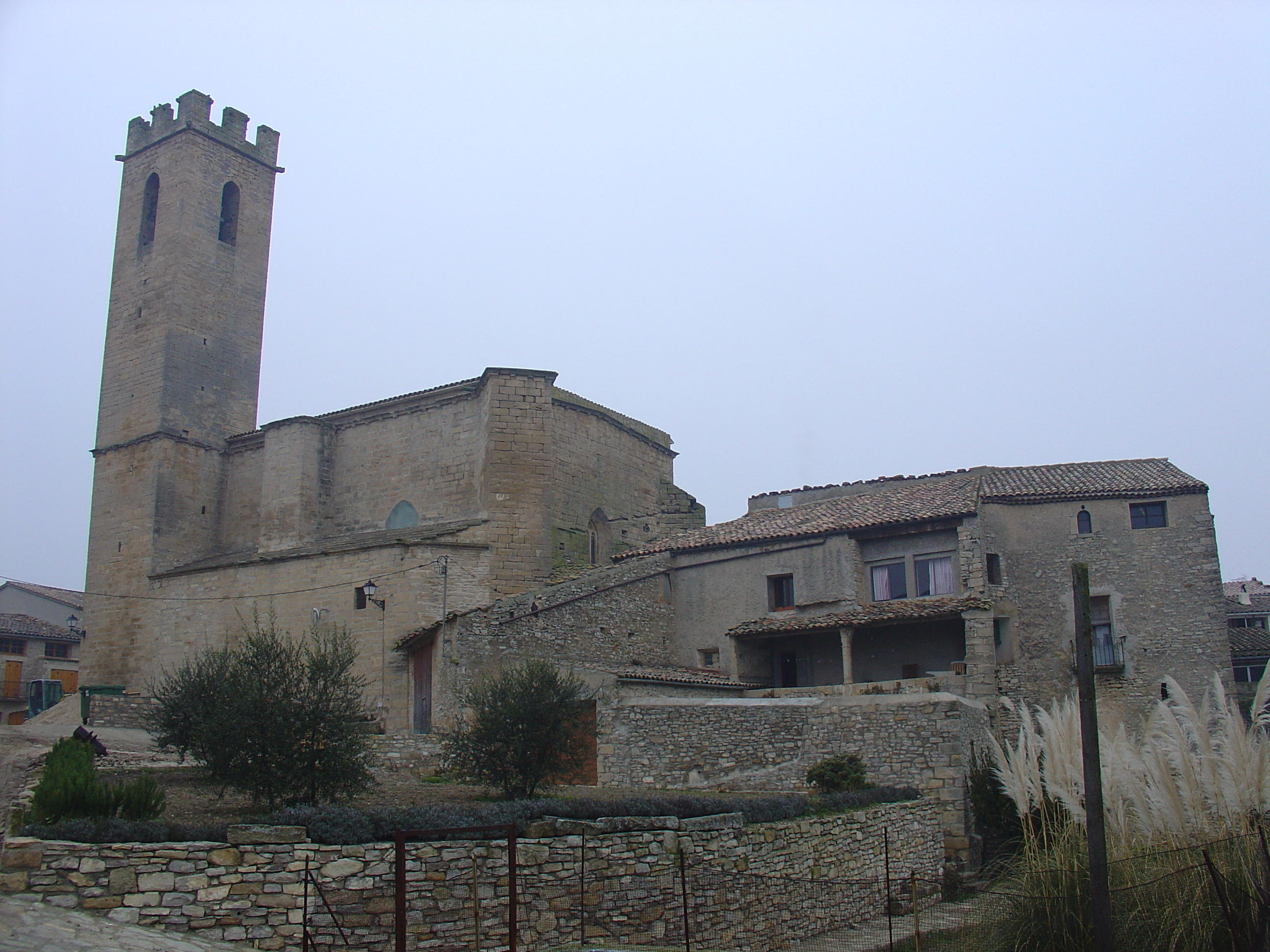
Pere Ciroll va construir el campanar de Conesa

Pere Ciroll (Aguiló,? –,? - ca. 1401) és un mestre d'obres i escultor gòtic català, possiblement nascut a Santa Coloma de Queralt o en el terme de Queralt.
La primera referència sobre Pere Ciroll, en els manuals notarials de Santa Coloma de Queralt, es remunta a 1362, quan dicta testament. Juntament amb Esteban de Burgos, firma el contracte per a la realització del cenotafi de Pere de Queralt i Francesca de Castellnou (14 d’agost de 1368). Burgos se'n va a treballar al monestir de Poblet l'abril de 1369 i poc temps mort. Així que Ciroll culmina el cenotafi amb la col·laboració de l'escultor Pere Aguilar (estiu de 1371). En aquells moments vivia a Santa Coloma de Queralt, on resideix almenys fins a 1378.
El 2 d’abril de 1384, Ciroll rep 5.000 sous com a “maestro de pedra i de la obra de la claustra de Santa Maria de la Huerta”, que ja havia acabat. Juntament amb Joan Brunet és l'artífex de la construcció del palau de Santes Creus, en el qual es troba treballant el 1388.
Des de 1390 treballa, amb Pere Perull, a l'església de Santa Maria de Montblanc. La construcció del temple comença a aturar-se el 1398, com testimonia la venda dels dos mestres de casa d’un carreta i un parella de bous que es dedicaven al transport de pedra, i també el trasllat de Ciroll a Alcover per construir una capella a l'església de la Puríssima Sang de Santa Maria.
El 19 de gener de 1399, Ciroll firma un contracte amb els jurats de Conesa per tal de construir el campanar del municipi. En el document s’estipula que Ciroll “aye a alsar y paredar dita torre sobre allo que ara hi es paredat coranta cinch palms tota pedra picada” i “aye fer la volta sobirana b croe he feyta la volta aye empimentar lo tarrat de la dita volta de pedra, y puis son empits y los merlets”. Segons Tomàs Capdevila, Ciroll va emmirallar-se en l’antic campanar de Santa Coloma de Queralt, fet que reforça la hipòtesi que aquesta era la seva vila natal.
Ciroll va morir vers el 1401. En aquesta data, els jurats de Conesa fan liquidació del deute que li devien. En aquest moment, el campanar de la Vila estava pràcticament acabat.